# The Shin
The Shin – gruziński zespół muzyczny, w skład którego wchodzą Zaza Miminoszwili, Zurab Gagnidze i Mamuka Ghaghanidze.
Nazwa zespołu z gruzińskiego oznacza „powrót do domu” (gruz. შინ, szin). 

## Historia
W 1998 roku basista Zurab Gagnidze i gitarzysta Zaza Miminoszwili, mieszkający od czterech lat w Niemczech, postanowili założyć zespół o nazwie The Shin. W 2002 roku dołączył do nich wokalista i perkusjonalista Mamuka Ghaghanidze. Początkowo zespół komponował utwory do oryginalnych produkcji Teatru Państwowego w Tbilisi oraz programów filmowych, telewizyjnych i radiowych w Gruzji. Muzycy współpracowali z artystami, takimi jak m.in.: Gia Kanczeli, Giora Feidman, Robert Sturua, Jorge Pardo, Chaka Khan, Okay Temiz, Randy Brecker i Teodosij Spasow. 
W 2009 roku zajęli pierwsze miejsce na festiwalu World Music Contest Creole. 
W lutym 2014 roku gruziński nadawca publiczny GPB poinformował, że zespół, wraz z wokalistką Mariko Ebralidze, został wybrany wewnętrznie na reprezentanta Gruzji w 59. Konkursie Piosenki Eurowizji, organizowanym w Kopenhadze. Ich konkursowy utwór „Three Minutes to Earth” został skomponowany przez Miminoszwiliego, a tekst piosenki został napisany przez Eugena Eliu. 8 maja zespół wystąpił w drugim półfinale konkursu, nie zakwalifikowali się jednak do finału.

## Galeria

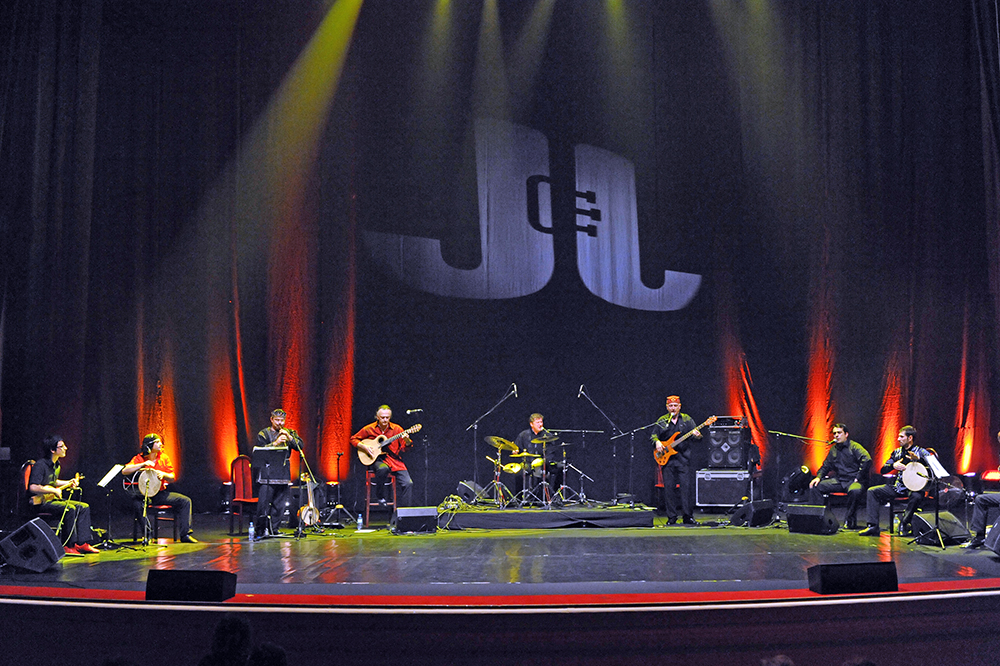
Zespół The Shin na scenie Sali Kongresowej w czasie festiwalu Jazz Jamboree 2010
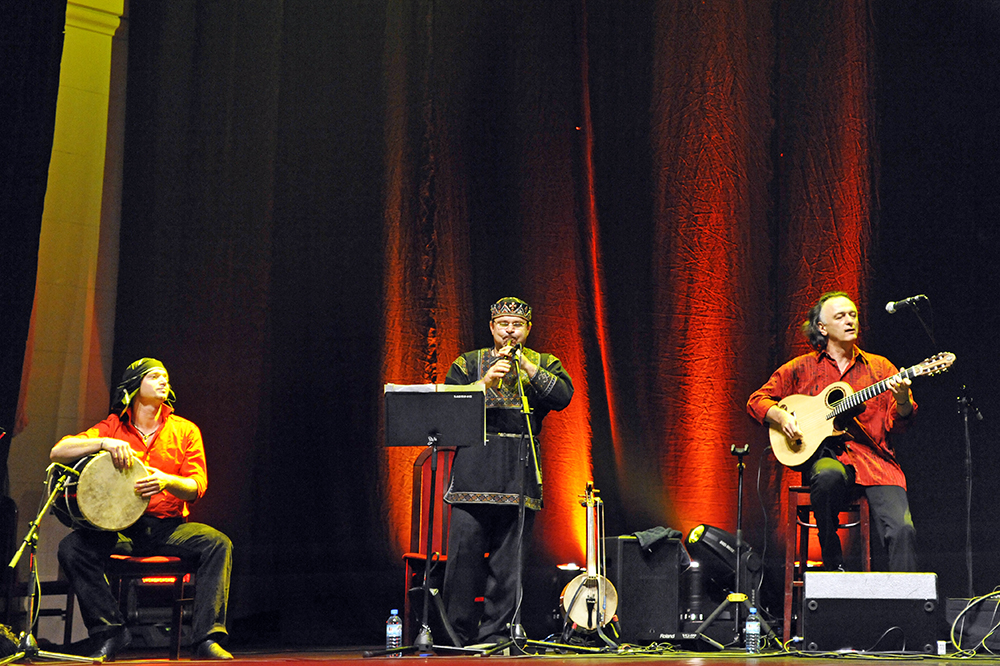
The Shin - występ na Jazz Jamboree 2010 w Warszawie.
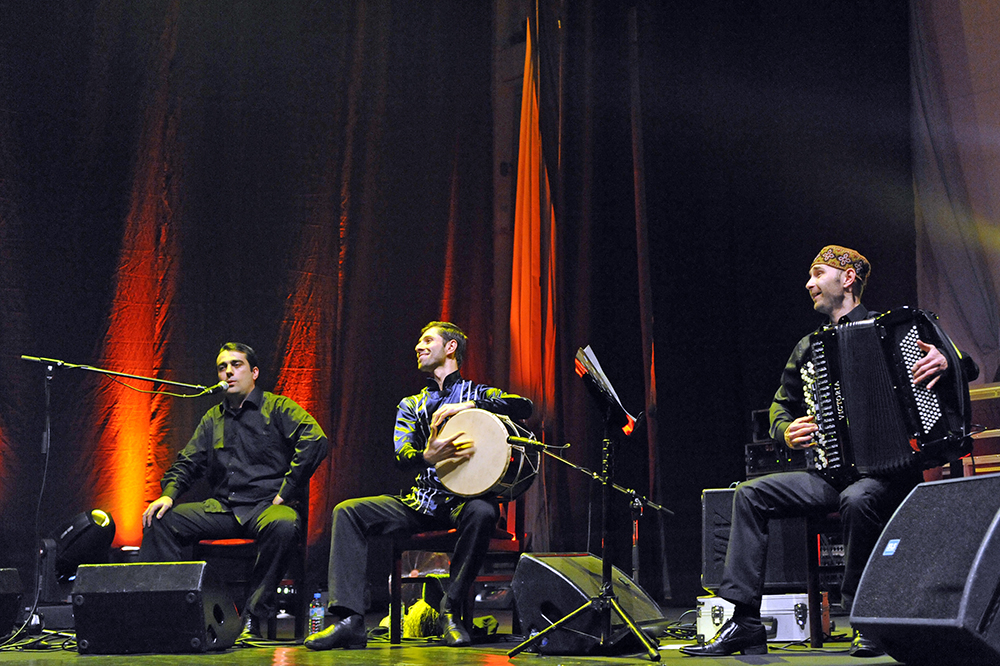
The Shin - występ na Jazz Jamboree 2010 w Warszawie.
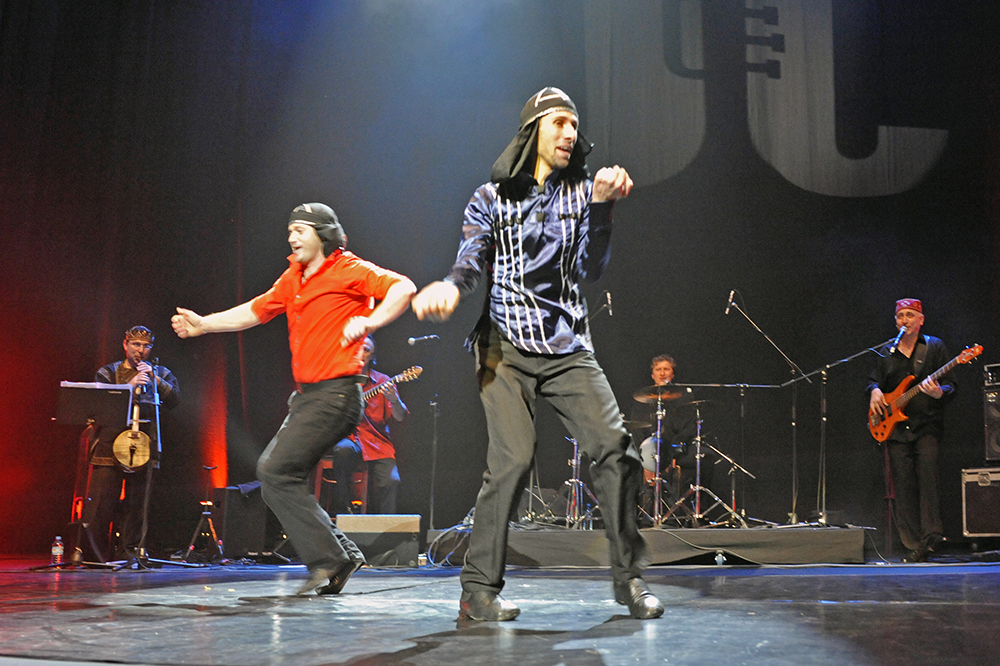
The Shin - występ na Jazz Jamboree 2010 w Warszawie.
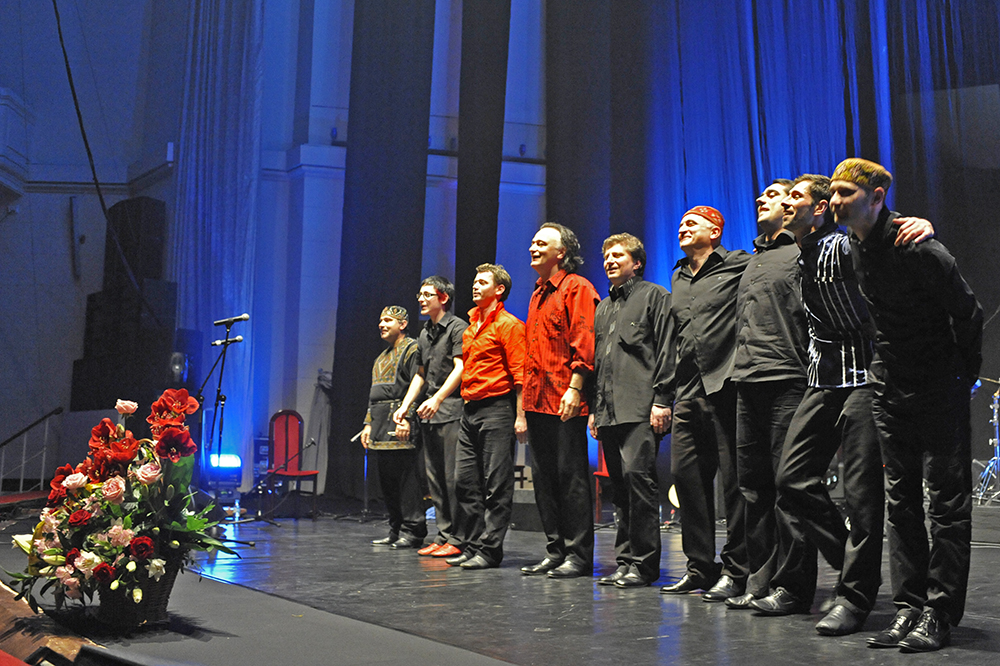
The Shin - występ na Jazz Jamboree 2010 w Warszawie.
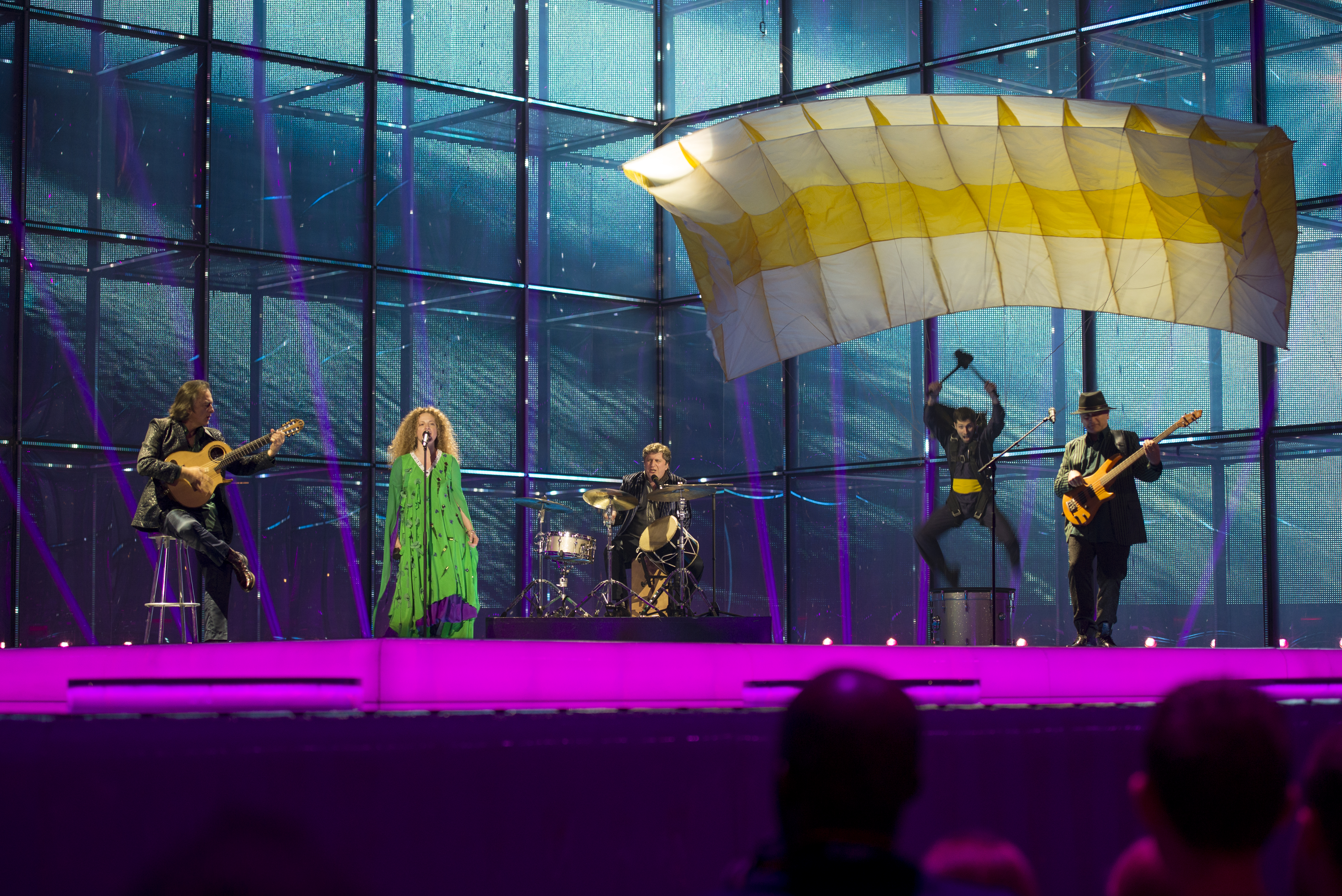
The Shin reprezentujący Gruzję na Konkursie Piosenki Eurowizji 2014 w Kopenhadze.

## Dyskografia
Opracowano na podstawie materiałów źródłowych.
- Tseruli (1999)
- Ibero-Caucasian Style (2003; EP)
- Manytimer (2005)
- EgAri (2006)
- Black Sea Fire (2009)
- Es Ari (2009)
- Extraordinary Exhibition (2013)